# Giải vô địch bóng đá U-16 nữ Đông Nam Á 2018
Giải vô địch bóng đá nữ U-16 Đông Nam Á 2018 là Giải vô địch bóng đá nữ U-16 Đông Nam Á lần thứ ba do Liên đoàn bóng đá Đông Nam Á (AFF) tổ chức. Giải đấu được tổ chức tại Indonesia từ ngày 1 đến ngày 13 tháng 5 năm 2018. Đội vô địch là Thái Lan.

## Địa điểm
| Palembang                   | Palembang                     | Bumi SriwijayaGelora Sriwijaya |
| --------------------------- | ----------------------------- | ------------------------------ |
| Sân vận động Bumi Sriwijaya | Sân vận động Gelora Sriwijaya | Bumi SriwijayaGelora Sriwijaya |
| Sức chứa: 15.000            | Sức chứa: 23.000              | Bumi SriwijayaGelora Sriwijaya |
|                             |                               | Bumi SriwijayaGelora Sriwijaya |

## Vòng bảng
Hai đội hàng đầu của mỗi bảng giành quyền vào bán kết.
Tất cả thời gian được liệt kê theo giờ chuẩn Indonesia (UTC+07:00)

#### Bảng A
| VT | Đội         | ST | T | H | B | BT | BB | HS  | Đ  | Giành quyền tham dự     |
| -- | ----------- | -- | - | - | - | -- | -- | --- | -- | ----------------------- |
| 1  | Myanmar     | 4  | 3 | 1 | 0 | 16 | 3  | +13 | 10 | Vòng đấu loại trực tiếp |
| 2  | Việt Nam    | 4  | 3 | 1 | 0 | 8  | 0  | +8  | 10 | Vòng đấu loại trực tiếp |
| 3  | Malaysia    | 4  | 1 | 1 | 2 | 6  | 6  | 0   | 4  |                         |
| 4  | Singapore   | 4  | 0 | 2 | 2 | 5  | 15 | −10 | 2  |                         |
| 5  | Philippines | 4  | 0 | 1 | 3 | 2  | 13 | −11 | 1  |                         |

| Việt Nam | 0–0      | Myanmar |
| -------- | -------- | ------- |
|          | Chi tiết |         |

| Singapore                                                                            | 3–3      | Malaysia                                                                           |
| ------------------------------------------------------------------------------------ | -------- | ---------------------------------------------------------------------------------- |
| - Nurhidayu Naszri 56' - Putri Nur Syaliza Sazali 62' - Nur Atikah Ardini Salleh 77' | Chi tiết | - Ain Nur Qaseh Azman 3' - Nur Mecca Rania Mohd Hazri 6' - Ayuna Anjani Lamsin 42' |

| Malaysia                       | 2–0      | Philippines |
| ------------------------------ | -------- | ----------- |
| - Ain Nur Qaseh Azman 10', 13' | Chi tiết |             |

| Singapore | 0–4      | Việt Nam                                                        |
| --------- | -------- | --------------------------------------------------------------- |
|           | Chi tiết | - Isis Ang 5' (o.g) - Vũ Thị Hoa 18', 38' - Đặng Thanh Thảo 58' |

| Philippines           | 1–1      | Singapore              |
| --------------------- | -------- | ---------------------- |
| - Maria Diaz Laso 27' | Chi tiết | - Nurhidayu Naszri 64' |

| Myanmar                 | 2–1      | Malaysia                   |
| ----------------------- | -------- | -------------------------- |
| - Myat Noe Khin 8', 30' | Chi tiết | - Hellma Melly 35' (ph.đ.) |

| Myanmar                                                        | 7–1      | Singapore                      |
| -------------------------------------------------------------- | -------- | ------------------------------ |
| - Swe Mar Aung 3', 18', 26', 41', 55' - Myat Noe Khin 17', 38' | Chi tiết | - Putri Nur Syaliza Sazali 50' |

| Việt Nam                                    | 3–0      | Philippines |
| ------------------------------------------- | -------- | ----------- |
| - Vũ Thị Hoa 49' - Đặng Thanh Thảo 51', 81' | Chi tiết |             |

| Malaysia | 0–1      | Việt Nam            |
| -------- | -------- | ------------------- |
|          | Chi tiết | - Hồ Thị Kim Én 44' |

| Philippines           | 1–7      | Myanmar                                                                 |
| --------------------- | -------- | ----------------------------------------------------------------------- |
| - Maria Diaz Laso 70' | Chi tiết | - Swe Mar Aung 4', 20' - Myat Noe Khin 18', 44', 49', 54' - Win Win 37' |

#### Bảng B
| VT | Đội           | ST | T | H | B | BT | BB | HS | Đ | Giành quyền tham dự     |
| -- | ------------- | -- | - | - | - | -- | -- | -- | - | ----------------------- |
| 1  | Thái Lan      | 3  | 3 | 0 | 0 | 9  | 1  | +8 | 9 | Vòng đấu loại trực tiếp |
| 2  | Lào           | 3  | 2 | 0 | 1 | 5  | 2  | +3 | 6 | Vòng đấu loại trực tiếp |
| 3  | Indonesia (H) | 3  | 1 | 0 | 2 | 3  | 6  | −3 | 3 |                         |
| 4  | Campuchia     | 3  | 0 | 0 | 3 | 1  | 9  | −8 | 0 |                         |

| Thái Lan                                                          | 4–1      | Indonesia          |
| ----------------------------------------------------------------- | -------- | ------------------ |
| - Jinantuya 22' - Pratumkul 28' - Sontisawat 68' - Khamjaroen 74' | Chi tiết | - Jasmine Sefia 3' |

| Campuchia       | 1–3      | Lào                         |
| --------------- | -------- | --------------------------- |
| - Y. Raksmey 4' | Chi tiết | - Khounsy 43', 66' - Pe 68' |

| Indonesia          | 2–0      | Campuchia |
| ------------------ | -------- | --------- |
| - Firanda 27', 70' | Chi tiết |           |

| Lào | 0–1      | Thái Lan        |
| --- | -------- | --------------- |
|     | Chi tiết | - Jinantuya 80' |

| Thái Lan                               | 4–0      | Campuchia |
| -------------------------------------- | -------- | --------- |
| - Meelun 26' - Jinantuya 41', 55', 76' | Chi tiết |           |

| Lào                   | 2–0      | Indonesia |
| --------------------- | -------- | --------- |
| - Pe 4' - Khounsy 51' | Chi tiết |           |

## Vòng đấu loại trực tiếp

### Sơ đồ
|  | Bán kết                | Bán kết  |                        |       | Chung kết | Chung kết |
|  |                        |          |                        |       |           |           |
|  | 11 tháng 5 – Palembang |          |                        |       |           |           |
|  |                        |          |                        |       |           |           |
|  | Myanmar (p)            | 1 (5)    |                        |       |           |           |
|  | Myanmar (p)            | 1 (5)    | 13 tháng 5 – Palembang |       |           |           |
|  | Lào                    | 1 (4)    |                        |       |           |           |
|  | Lào                    | 1 (4)    | Myanmar                | 0     |           |           |
|  | 11 tháng 5 – Palembang |          | Myanmar                | 0     |           |           |
|  |                        | Thái Lan | 1                      |       |           |           |
|  | Thái Lan (p)           | Thái Lan | 1                      | 0 (5) |           |           |
|  | Thái Lan (p)           |          |                        | 0 (5) |           |           |
|  | Việt Nam               | 0 (4)    |                        |       |           |           |
|  | Việt Nam               | 0 (4)    | Tranh hạng ba          |       |           |           |
|  |                        |          |                        |       |           |           |
|  | 13 tháng 5 – Palembang |          |                        |       |           |           |
|  |                        |          |                        |       |           |           |
|  | Lào                    | 0 (0)    |                        |       |           |           |
|  | Lào                    | 0 (0)    |                        |       |           |           |
|  | Việt Nam (p)           | 0 (3)    |                        |       |           |           |

### Bán kết
| Myanmar           | 1–1 | Lào |
| ----------------- | --- | --- |
|                   |     |     |
| Loạt sút luân lưu |     |     |
|                   | 5–4 |     |

| Thái Lan          | 0–0 | Việt Nam |
| ----------------- | --- | -------- |
|                   |     |          |
| Loạt sút luân lưu |     |          |
|                   | 5–4 |          |

### Tranh hạng ba
| Lào               | 0–0 | Việt Nam |
| ----------------- | --- | -------- |
|                   |     |          |
| Loạt sút luân lưu |     |          |
|                   | 0–3 |          |

### Chung kết
| Myanmar | 0–1 | Thái Lan |
| ------- | --- | -------- |
|         |     |          |

## Cầu thủ ghi bàn
8 bàn
- Myat Noe Khin

7 bàn
- Swe Mar Aung

5 bàn
- Janista Jinantuya

3 bàn
- Inthida Khounsy
- Ain Nur Qaseh Azman
- Đặng Thanh Thảo
- Vũ Thị Hoa

2 bàn
- Firanda Firanda
- Pe Pe
- Maria Diaz Laso
- Nurhidayu Naszri
- Putri Nur Syaliza Sazali

1 bàn
- Y. Raksmey
- Jasmine Sefia Waynie Cahyono
- Win Win
- Ayuna Anjani Lamsin
- Hellma Melly
- Nur Mecca Rania Mohd Hazri
- Nur Atikah Ardini Salleh
- Chattaya Pratumkul
- Pluemjai Sontisawat
- Suchada Khamjaroen
- Yadaporn Meelun
- Hồ Thị Kim Én

Phản lưới nhà
- Isis Ang (trong trận gặp Việt Nam)